# Kajo Adžić
Hrvatski vjerski pisac (Pleternica, 19. siječnja 1805. – Požega, 12. siječnja 1892.). 

## Obrazovanje
Bio je franjevac, filozof i teolog, a naobrazbu je stekao u Našicama, Baji i Budimpešti. 

## Djelovanje
Obnašao je dužnosti profesora teologije, ravnatelja bogoslovnog učilišta i pučke škole u Vukovaru (1832. – 45.), te u Požegi direktora gimnazije (1848. – 52.). Bio je gvardijan u Vukovaru (1839. – 45.) i u Požegi (1848. – 51., 1852. – 54., 1876. – 78., 1880./81). te provincijal Provincije sv. Ivana Kapistrana (1857. – 60., 1869. – 72.). Pisao je o kulturi, privredi i društvu i vjerskom životu Slavonije u listu Slavonac (1863.). Također, priredio je Štijenje i Evangjelja (1851.), prvi hrvatski lekcionar u kojem je primijenjen tada novi pravopis. U rukopisu je ostala i njegova Crkvena povijest, nedovršeno djelo na 594 stranice. Bio je pristaša iliraca, preporoda i slav. uzajamnosti. 
Danas osnovna škola u Pleternici nosi njegovo ime.